# شمال التون (تگزاس)
شمال التون، تگزاس (به انگلیسی: Alton North, Texas) یک منطقهٔ مسکونی در ایالات متحده آمریکا است که در تگزاس واقع شده‌است.

## خصوصیات
شمال التون ۱۰٫۹ کیلومترمربع مساحت و ۵٬۰۵۱ نفر جمعیت دارد و ۴۷ متر بالاتر از سطح دریا واقع شده‌است.